# Wiki (rapper)
Wiki, vlastním jménem Patrick Morales, (* 21. října 1993 New York) je americký rapper. Spolu s rappery Sporting Lifem a Hakem působil ve skupině Ratking, s níž v roce 2014 vydal album So It Goes. Spolu s rappery Antwonem a Lil Ugly Manem působil v kapele Secret Circle. V říjnu 2011 vydal své první sólové extended play s názvem 1993. V prosinci 2015 vydal svůj první mixtape nazvaný Lil Me. V srpnu 2017 vyšla jeho první dlouhohrající deska No Mountains in Manhattan, na níž se podíleli například Ghostface Killah a Earl Sweatshirt.